# فتح سبته توسط پرتغالی‌ها
فتح سبته توسط پرتغالی‌ها (پرتغالی: Conquista de Ceuta) در ۲۱ اوت ۱۴۱۵ (۲۹ مرداد ۷۹۴ خورشیدی) و در نتیجه جنگی بین نیروهای پرتغالی به فرماندهی ژواو یکم پادشاه پرتغال و سلطنت مرینیان مراکش در شهر
سبته (سئوتا) صورت گرفت. در طی این جنگ نیروهای دفاعی پس از حمله ای که به دقت از طرف نیروهای مهاجم پرتغالی طراحی و برنامه‌ریزی شده بود، شکست خورده و شهر به تصرف پرتغالی‌ها درآمد. تصرف موفقیت‌آمیز این شهر، آغاز امپراتوری پرتغال (پرتغالی: Império Português) بود.

## پیش‌درآمد
سبته (سئوتا) شهری است ساحلی در شمال آفریقا که در موقعیتی راهبردی در تنگه جبل الطارق واقع شده است. در سال ۷۱۱، اندکی پس از تسخیر شمال آفریقا توسط مسلمانان، این شهر به عنوان نقطه عزیمت برای فتح اندلس توسط امویان مورد استفاده قرار گرفت. با این حال، شهر در سال ۷۴۰ ویران شد و تنها در قرن نهم بازسازی شده و در قرن دهم از متصرفات خلافت کوردوبا گردید. در قرون بعدی تحت حکومت مرابطون، موحدون و همچنین طائفه‌های مختلف اندلسی قرار گرفت. سپس این شهر دورانی از بی‌ثباتی سیاسی را تحت تأثیر رقابت بین  سلطنت مرینیان و امیرنشین گرانادا تجربه نمود. در می ۱۳۰۶ ناوگان دودمان نصریان که توسط ابوسعید فرج، فرماندار مالاگا فرستاده شده بود، سبته (سئوتا) را از کنترل بنو عزفی‌ها خارج نموده و تسخیر کرد ؛ بعدها، در سال ۱۳۰۹، شهر با حمایت ناوگان پادشاهی آراگون به تصرف مرینیان درآمد.
شهر دارای تجارتی غنی با شامات، مصر و لیبی بود. در آبهای اطراف شهر ذخایری فراوان از ماهی تن موجود بود و همچنین مرجان که صنعت اصلی صادرات شهر را شامل می‌شد، علاوه بر این که بهشت دزدان دریایی بدنام نیز بود، جایی که دزدان دریایی بربر غنایم خود را پس از غارت و یورش کشتی‌ها و سواحل ایبریا می‌فروختند.
موقعیت سبته (سئوتا) در مقابل تنگه جبل الطارق، کنترل یکی از راه‌های اصلی تجارت فرا -آفریقایی طلای سودانی را در اختیار آن شهر قرار داده بود و می‌توانست پرتغال را قادر نماید تا خطرناک‌ترین رقیب خود، کاستیل را کنار بزند.
سبته (سئوتا) با سیستمی ترکیبی از دیوارهایی محافظت می‌شد که در طی قرون گذشته توسط سلسله‌های مختلف مراکشی و در آن دوران توسط مرینیان ساخته شده یا به بناهای موجود قبلی‌ها اضافه شده بودند، و همچنین شهر دارای تعداد زیادی دروازه داشت که دفاع از آنها دشوار بود، و همچنین دارای ارگی مستحکم بود که مرینیان ساخته بودند.
روابط بین مرینیان مراکشی و نصریان غرناطه (گرانادا) در جنوب ایبریا پس از تلاش ابوسعید عثمان سوم برای تصرف جبل الطارق در سال ۱۴۱۱ تیره شد، در حالی که یوسف غرناطه نیز به نوبه خود شورشی را در مراکش برانگیخت.
در سال ۱۳۸۵ ارتش پادشاهی کاستیل و متحدانش که به پرتغال حمله کرده بودند، در طی نبرد آلجوباروتا شکست خوردند. ژواو یکم، پادشاه پرتغال که اخیراً تاجگذاری کرده بود، در سال ۱۴۱۱ معاهده صلحی را با کاستیل امضا نمود.
حتی قبل از امضای صلح با تنها همسایه‌اش، شاه ژواو اول به تصرف سبته (سئوتا) توجه داشت و مقدمات آن را از اوایل سال ۱۴۰۹ آغاز نموده بود. مروج اصلی حمله به سبته (سئوتا)، ژائو آفونسو د آلبوکرکی، ناظر مالی سلطنتی بود. فرزندان پادشاه، شاهزاده-بلافصل دوارته، شاهزاده پیتر و شاهزاده هنری (که بعداً به «دریانورد» ملقب شد) مشتاقانه از این پروژه حمایت کردند، زیرا چشم‌انداز تصرف سبته (سئوتا) برای آنها فرصتی برای کسب ثروت و شکوه می‌داد.

## آماده‌سازی برای جنگ
مقدمات فتح سبته (سئوتا)، مانند جمع‌آوری مواد و پول، از سالها قبل آغاز شده و برای مخفی نگه داشتن هدف، به مرور انجام شد. هیچ مالیاتی افزایش نیافت، زیرا چنین اقدامی مستلزم انجام مجالس تصمیم‌گیری بود و خطر افشای هدف مأموریت پیش‌بینی‌شده را در پی داشت. و همچنین ارزش پول کاهش نیافت. وام‌ها گرفته شد، با کنترل دقیق هزینه‌ها، کشتی‌های خارجی اجاره شدند، گالی‌ها (گالرها) تعمیر و بازسازی شده و کشتی‌های جدید ساخته شدند در اختیار دریاسالار پرتغال کارلوس پسانها قرار گرفت.
شاهزاده هنری، که بعداً به «دریانورد» مشهور شد، وظیفه سازماندهی استخدام نیروها را در استان‌های بیرا و تراز اوز مونتچز و جمع‌آوری آنها در شهر پورتو را بر عهده داشت. برادر هنری، شاهزاده  پیتر مأمور شد تا نیروها را در استان‌های جنوبی اکسترمادورا، آلنتیژو و آلگاروه، نام‌نویسی کرده و آن‌ها را در لیسبون، دور هم آورد.
شاهزاده بلافصل دوارته به کارهای اداری و امور قضایی مربوطه رسیدگی می‌کرد، هرچند که در افسردگی فرورفت.

### اعزام سفیر ساختگی به سیسیل

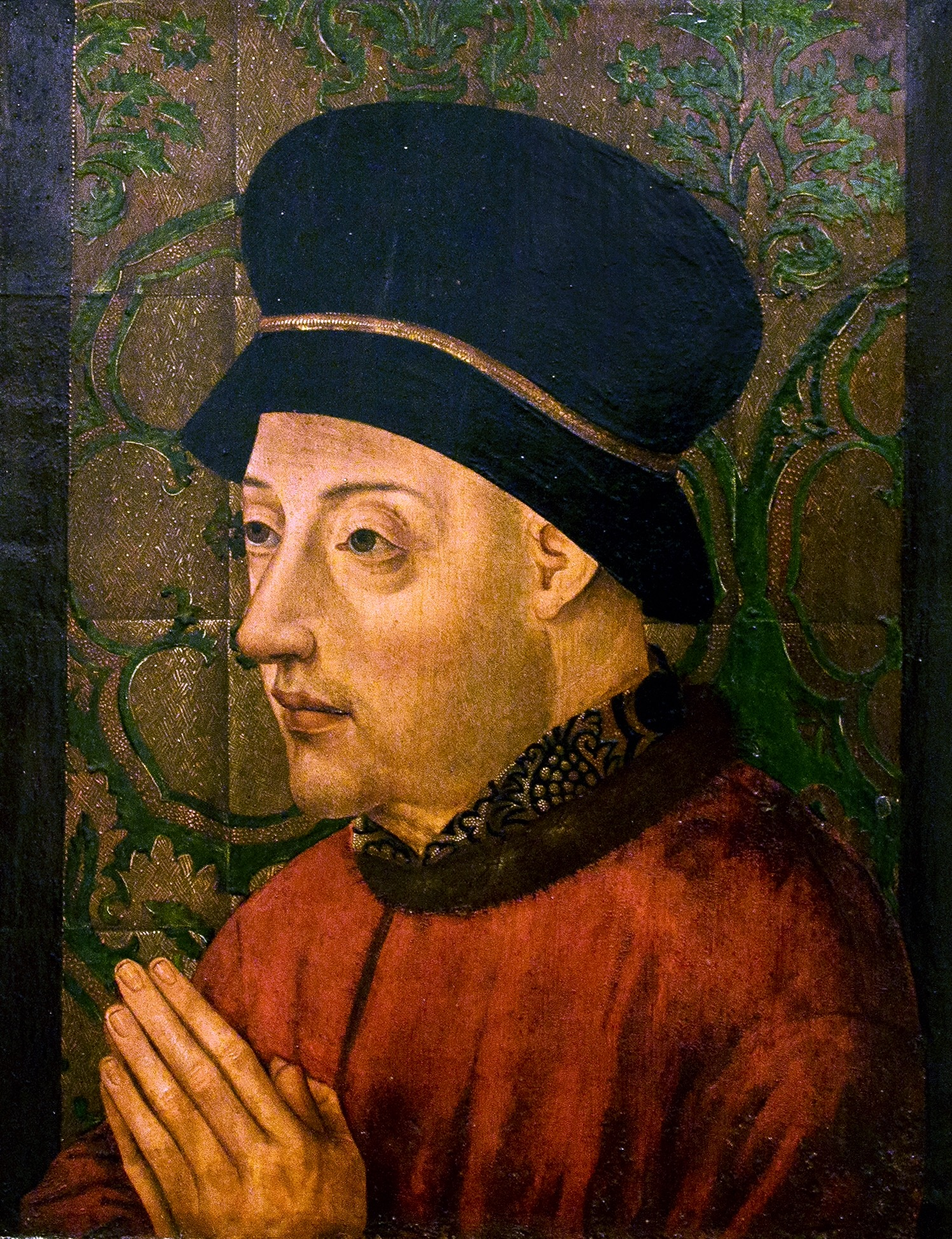
ژواو یکم پادشاه پرتغال.

به منظور شناسایی دفاع از سبته (سئوتا) قبل از انجام عملیات نظامی، پادشاه ژواو، پیشوای کراتو دوم آلوارو گونسالوز کاملو را به عنوان سفیر به
نایب‌السلطنه و وارث پادشاهی سیسیل شاهزاده خانم بلانش ناوارا معرفی کرد. او به همراه دو گالِی (گالر) به فرماندهی ژنرال دریا، آفونسو فورتادو د مندونسا به مأموریت اعزام شد تا رسماً شاهزاده خانم بلانش را برای شاهزاده پیتر خواستگاری نماید، اما در سبته (سئوتا) برای دریافت تدارکات توقف نمود. آنها چهار روز در سبته (سئوتا) توقف نموده و عمق بندرگاه را اندازه‌گیری کردند. پس از رسیدن به سیسیل و همانطوری که پادشاه پرتغال پیش‌بینی میگرد، نایب السلطنه شاهزاده خانم سیسیلی به درخواست خواستگاری جواب منفی داد، لذا هیئت اعزامی، به پرتغال بازگشتند و دوباره در سبته (سئوتا) توقف نمودند.
پس از بازگشت به پرتغال، در کاخ سلطنتی سینترا دوم آلوارو برای پادشاه ژواو و شاهزادگان در خلوت نقشه ای از سبته (سئوتا) و جغرافیای اطراف آن را با شن و نخ ترسیم نمود.

### افشای طرح به شورای خصوصی
شاه ژواو، پس از در اختیار داشتن این اطلاعات دقیق در مورد سبته (سئوتا) نیت خود برای تصرف آن شهر را با همسرش شهبانو فیلیپا لنکستر در میان گذاشت. بعداً در طی سفری به قصد شکار در
مونتمورو نووو، پادشاه پرتغال این پروژه را برای پاسبان پرتغال، ژنرال سرشناس دوم نونو آلوارس پریرا، فاش کرد که قویاً مورد تأیید وی قرار گرفت.
سرانجام، پادشاه این پروژه را برای شورایی شامل بالاترین اعضای دربار، در تورس نواس، فاش نمود، جایی که شهبانو، شاهزادگان، پاسبان پرتغال دوم نونو آلوارس پریرا، صدراعظم ژواو (جان) قانون دان، اسقف اعظم براگا دوم لورنسو، استاد اعظم فرقه نظامی مسیح دوم لوپو دیاز دی سوزا، استاد اعظم فرقه نظامی پرتغالی سانتیاگو دوم فرناندو آفونسو د آلبوکرکی، استاد اعظم فرقه نظامی آویش فرنائو رودریگ د سکویرا، پیشروی شوالیه‌های مهمان‌نواز آلوارو گونسالوس کاملو، مارشال پرتغال گونسالو واسکس کوتینیو، لرد مارتیم آفونسو د ملو، و پرچمدار سلطنتی ژائو گومز داسیلوا..، را به شورا احضار نمود.
به فرمان شاه، پاسبان پرتغال ابتدا رای خود را به نفع برنامه نظامی اعلام کرد، سپس اعضای شورا نیز به اتفاق آرا رای مثبت دادند.

### اعزام سفیر ساختگی به هلند
ماهیت مخفیانه این اردوکشی باعث شد که نظریه‌های متعددی در مورد هدف واقعی آن در جامعه پرتغال مطرح گردد، برخی گمان می‌کردند که پادشاه قصد به انجام به جنگ صلیبی در شامات را دارد، برخی دیگر تسخیر پادشاهی سیسیل و برخی دیگر (به درستی) تصرف سبته (سئوتا) را حدس می‌زنند.در آن زمان، شایعات در مورد تدارکات نظامی پرتغال علیه یک هدف مخفی در میان بسیاری از قلمروهای همسایه و حکمرانان آنها گسترش یافت. ساکنان ایبیزا و سیسیل برای مقاومت در برابر حمله احتمالی پرتغالی‌ها تدارک دیدند، که البته متحمل هزینه‌های قابل توجهی نیز شدند، برخی از فرانسوی‌ها به فردیناند پادشاه آراگون نامه نوشتند و اظهار سوء ظن نمودند که پرتغالی‌ها برای شرکت در جنگ صدساله در کنار انگلیسی‌ها در فرانسه آماده می‌شوند.
پادشاه خوآن دوم کاستیل،
فردینارد اول، پادشاه آراگون ،یوسف سوم امیرغرناطه (گرانادا) همگی سفرایی به دربار پرتغال فرستادند تا در مورد هدف پادشاه ژواو (جان) تحقیق نمایند. به سفرای کاستیل و آراگون اطمینان خاطر داده شد که هدف از این ناوگان هیچ‌یک از آن دو پادشاهی نخواهد بود، اما به سفیر امیر غرناظه تنها پاسخ‌های طفره‌آمیز داده شد.
به منظور پنهان کردن هدف واقعی این برنامه نظامی، پادشاه پرتفال، فرنائو فوگاچا را به عنوان سفیر نزد کنت هلند ویلیام ششم اعزام نمود، ظاهراً مأموریت رسمی این سفیر درخواست غرامت علنی از کنت به دلیل تعدادی از سوء استفاده‌هایی بود که هلندی‌ها از کشتی‌های پرتغالی انجام داده بودند. در واقع کنت هلند از قبل توسط پادشاه پرتغال از هدف واقعی این سفیر ساختگی مطلع شده بود، از این رو او فوگاچا را با مخاطبان عمومی سرگرم کرد و در آن او پاسخی چنان گستاخانه ارائه داد که ممکن است به عنوان اعلان جنگ درک شود. در نتیجه، شایعاتی منتشر شد مبنی بر اینکه پادشاه پرتغال در آستانه تدارک برای حمله به هلند است.

### گردهمایی نهایی در لیسبون

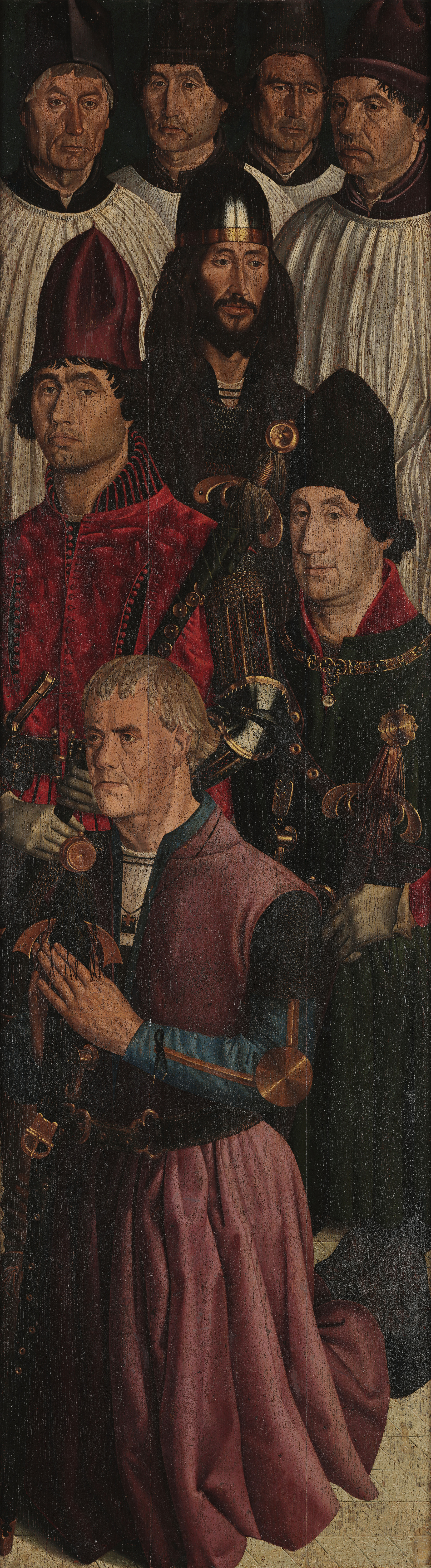
شوالیه‌های پرتغالی که در تابلوهای سنت وینسنت به تصویر کشیده شده‌اند، که برخی معتقدند شاهزادگان سلطنتی هستند..

در بهار ۱۴۱۵، طاعون در لیسبون شیوع یافت و دربار پادشاه پرتغالی را مجبور به انتقال به شهر نزدیک ساکاوم نمود. در ۱۰ ژوئیه ۱۴۱۵، شاهزاده هنری با ناوگانی شامل از ۷ گالری و ۲۰ کرک به همراه سپاهی به خوبی تجهیز شده بود، به لیسبون رفت.در میان آنها آیرس گونسالوس دی فیگوایردو، یک اشراف‌زاده (پرتغالی: Fidalgo) ۹۰ ساله که فرمانده یک کَرک بود.
ناوگان پرتغال احتمالاً دارای ۵۹ گالِی، ۳۳ کَرک یا (ناوس) و ۱۲۰ کشتی کوچکتر بود، که ۵۰٬۰۰۰ نیرو را حمل می‌کرد که حدود ۲۰٬۰۰۰ نفر از آنها پرسنل جنگی بودند. در میان این نیروها سربازان اجیر شده انگلیسی، فرانسوی و آلمانی حضور داشتند. یک بارون آلمانی فرماندهی ۵۰ مرد از خانواده اش را بر عهده داشت، در حالی که یک انگلیسی به نام موندو فرماندهی چهار کشتی را بر عهده داشت.
در این اردوکشی برخی از مهم‌ترین افراد آن زمان پرتغال، در کنار پادشاه حضور داشتند، مانند شاهزاده-بلافصل دوارته (ادوارد)، شاهزاده پیتر، شاهزاده هنری، کنت بارسلوس دوم آفونسو د کاسکایس، پاسبان پرتغال دوم نونو آلوارس پریرا، و برادرزاده‌اش دوم آلوارو پریرا، استاد اعظم فرقه نظامی مسیح، دوم لوپو دیاز دی سوزا، پیشوای شوالیه‌های مهمان نواز، دوم آلوارو گونسالوس کاملو، دریاسالار کارلوس پسانا، کنت ویانا دم دیارته ژنرال د منس، ژنرال دریا آفونسو فورتادو د مندونسا، اولین دوک براگانزا دام آفونسو، مارشال پرتغال گونسالو واسکوس کونتینیو و پرچمدار سلطنتی ژوائو گومز داسیلوا و دیگران، تمام خانواده‌های اشراف اصیل پرتغال به استثنای خانواده لیما در این اردوکشی شرکت داشتند.
اندکی قبل از لشکرکشی، شهبانو فیلیپا به طاعون که در آن زمان در لیسبون شایع شده بود، مبتلا شد. وی را از لیسبون به ساکاوم منتقل شده و در آنجا پسرانش را به بالین خویش فرا خواند، تا بتواند برکت و دعای خیر خود را بدرقه راه ایشان نماید. فیلیپا به سه پسر بزرگ خود شمشیرهای آذین بندی شده با جواهر هدیه داد، که در تشرف قریب‌الوقوع شان به مقام شوالیه، از آن‌ها استفاده نمایند. و به هر کدام بخشی از صلیب راستین را اهدا کرده، «به آنها امر کرد تا ایمان خود را حفظ کرده و وظایف خود را به خوبی انجام دهند».
اگرچه در ابتدا پادشاه تمایلی به ازدواج با فیلیپا نداشت، اما بعدها به شدت به همسرش علاقه‌مند شده بود. و گفته شده است که پادشاه «از بیماری مهلک شهبانوی خود چنان اندوهگین بود که نه می‌توانست چیزی بخورد و نه بخوابد».گفته شده که آخرین ساعات زندگی فیلیپا در هوشیاری و بدون درد بود.
بر طبق افسانه‌ها، وی در اثر باد شدیدی که می‌وزید از خواب بیدار شد و پرسید که این چه بادی است؟ با شنیدن این که باد شمالی است، دعا کرد که برای سفری که پسران و شوهرش به آفریقا برنامه‌ریزی کرده بودند، مفید واقع گردد.
.
او در هنگام مرگ همراه با چند کشیش دعا کرد و «بدون هیچ زحمت و رنجی روح خود را به دستان آفریدگارش سپرد و لبخندی بر لبانش ظاهر شد که گویی از زندگی دنیا بیزار است».اردوکشی تقریباً متوقف شد، اما پادشاه پرتغال تصمیم به ادامه آن گرفت. یک روز برای عزاداری شهبانوی درگذشته تعیین شد که در پایان آن شاهزاده هنری دستور داد که همه شرکت کنندگان بهترین لباس خود را پوشیده، کشتی‌ها تزئین شده و شیپورها با هیاهو به صدا درآیند.
در روز ۲۳ ژوئیه استاد اعظم فرقه نظامی آویش به سمت اداره امور پرتغال در غیاب پادشاه منصوب شد و در همان روز پادشاه پرتغال به گالِی سلطنتی وارد شد. دو روز بعد، در برابر چشمان ناظر شهروندان و ساکنان محلی تپه‌ها و سواحل اطراف، کل ناوگان لنگر کشیده و از لیسبون حرکت کردند.
چند روز بعد در ساکاوم، جاسوس آراگون «روی دیاز دی وگا»، طی نامه ای به فردینارد اول پادشاه آراگون، مرقوم داشت که شایع شده است که، هدف از این سفر سبته (سئوتا) یا جبل الطارق است.

## خط سیر ناوگان پرتغال
ناوگان پرتغال از دهانه رودخانه تاگوس، در امتداد سواحل جنوب غربی پرتغال به سمت جنوب حرکت نمود، در ۲۶ ژوئیه کیپ سنت وینسنت را دور زده و همان شب در لاگوس لنگر انداخت.

### لاگوس

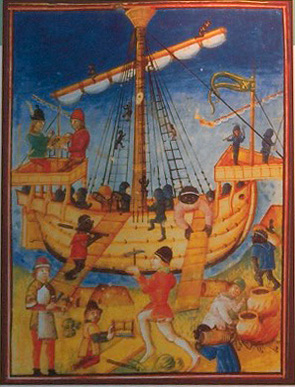
یک مینیاتور پرتغالی از یک کشتی در لاگوس.

یک روز پس از ورود ناوگان به لاگوس، پادشاه پرتغال جهت حضور در آیین عشای ربانی به شهر قدم نهاد. که در کلیسای جامع لاگوس توسط کشیش سلطنتی فرانسیسکن ژائو دی ژیرا برگزار شد و وی در فرصتی مناسب برای خانواده سلطنتی و فرماندهان نظامی فرمان صلیبی، توسط پاپ را قرائت کرد که، در حمایت همه کسانی صادر شده بود که در حمله به سبته (سئوتا) شرکت می‌نمودند.

### فارو
در ۳۰ ژوئیه، ناوگان در فارو لنگر انداخت، و چون باد ضعیف می‌وزید، لشکریان پرتغال تا زمانی که مجدداً شروع به حرکت کردند یعنی تا ۷ اوت در آن شهر باقی ماندند. در اواخر بعد از ظهر همان روزی که ناوگان پرتغال ادامه سفر دادند، دماغه اسپارتل را دیده و به سمت دریا ادامه حرکت داده، و آن شب وارد تنگه جبل الطارق شده و در شهر تاریفا از توابع کاستیل لنگر انداختند. در آن مکان بسیاری از حاضرین در لشکر کشی در متقاعد شده بودند که هدف نهایی ناوگان حمله به سیسیل است.

### تاریفا
این مکان توسط مارتیم فرناندز پورتو-کارئیرو پرتغالی اداره می‌شد که به پادشاه پیشنهاد داد تا احشامی را برای ناوگان و لشکریان تدارک ببیند. از آنجایی که تدارکات ناوگان به خوبی انجام شده بود، پادشاه پرتغال این هدیه را نپذیرفت، اما پورتو-کارئیرو چنان از این رد پیشنهادش آزرده شد که باعث شد حیوانات را ذبح نموده و در ساحل رها نمایند. به عنوان جبران این اقدام پرشور، پادشاه و شاهزادگان سلطنتی جواهراتی گرانبها و ۱۰۰۰ دوبرا به پورتو-کارئیرو هدیه دادند.

### آلخسیراس
پس از تاریفا، ناوگان در آلخسیراس که در آن زمان متعلق به
امارت غرناطه (گرانادا) و خراج گذار مرینیان مراکش بود، لنگر انداخت. در ۱۲ اوت پادشاه پرتغال دستور حمله به سبته (سئوتا) را در تاریفا صادر نمود، اما جریان‌های قوی و بادهای مخالف کَرک‌های پرتغالی را از مسیرخود خارج نموده، و آنها را تقریباً تا مالاگا به سمت شرق منحرف نمود، در حالی که کشتی‌های پاروئی به سمت سبته (سئوتا) حرکت نموده و در بندرگاه آن لنگر انداختند.

## حمله به سبته (سئوتا)

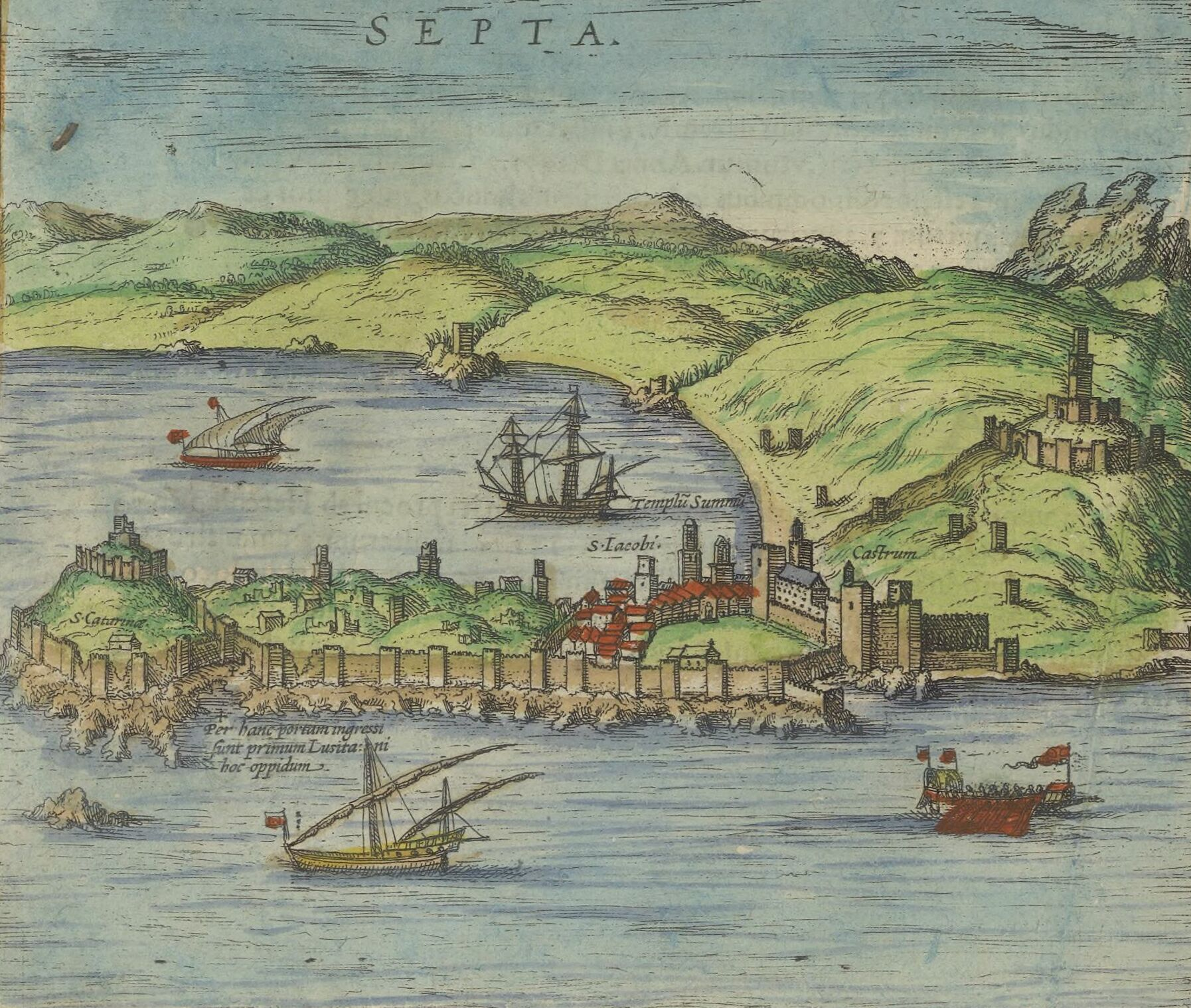
سئوتا در سال ۱۵۷۲ اثر گئورگ براون از کتاب تئاتر سرزمین‌های جهان Theatrum Orbis Terrarum.

پس از اینکه گالِی‌های پرتغالی به بندرگاه رسید، صلاح بن صلاح که حاکم منصوب مرینیان در سبته (سئوتا) بود زنان و کودکان شهر را تخلیه کرده و آنها را به سرزمین‌های اطراف فرستاد و ساکنان قبیله ای منطقه داوطلبانه و تحت هدایت رهبران مذهبی، حفاظت از ایشان را برعهده گرفتند.
بسیاری در دفاع از شهر سلاح به دست گرفتند که بعداً پرتغالی‌ها ادعا کردند مدافعین که کمتر از ۱۰۰٬۰۰۰ نفر نبودند. سئوتا هیچ گونه کمکی از سلطان ابوسعید عثمان سوم در فاس دریافت نکرد، یا به این دلیل که خاندان مرینیان به دلیل اختلافات داخلی، قادر به سازماندهی قوای کمکی به شهر نبودند یا اینکه که صلاح بن صلاح در سال‌های آخر حکومتش به شیوه ای خودسرانه و مستقل عمل نموده بود
اولین درگیری بین پرتغالی‌ها و مدافعان سبته (سئوتا) پس از آن صورت گرفت که گالِی‌های پرتغالی پرتغالی به دیوارهای شهر نزدیک شدند، کشتی دریاسالار کارلوس پسانا که نزدیک‌ترین به ساحل بود بیشترین آسیب را دید. علیرغم از هم گسستگی ناوگان، پسانا گروهی از مردان را برای درگیری با مراکشی‌ها در ساحل پیاده کرد.
در روز شانزدهم و پس از جمع‌آوری ناوگان در مقابل سبته (سئوتا)، پادشاه پرتغال تصمیم گرفت تا روز بعد از آن به شهر حمله کند. اما بادهای شدید ناوگان پرتغالی را بار دیگر پراکنده کرد و پادشاه مجبور شدتا با کشتی‌های پاروئی به خلیج آلخسیراس پناه برده در حالی که کَرک‌ها از مسبر اصلی شان بیشتر به سمت شرق منحرف شده بودند.

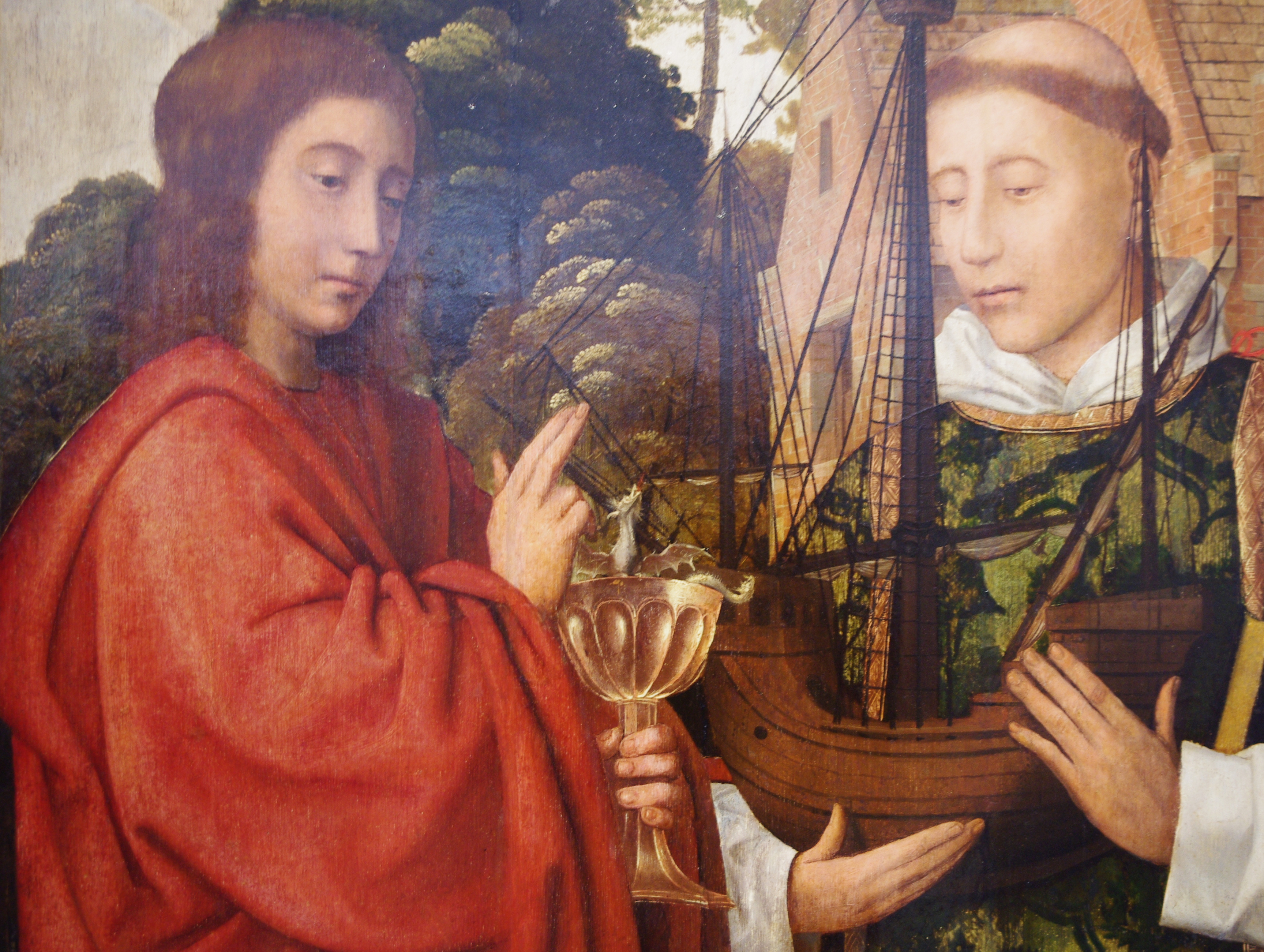
یک نقاشی مذهبی پرتغالی از قرن پانزدهم شامل یک کَرک.

وقتی مدافعین شهر پراکنده شدن ناوگان پرتغالی را مشاهده نمودند، این باور رسیدند که حمله دیگری انجام نخواهد شد، بسیاری از جنگجویان و شبه نظامیان نامنظمی که برای دفاع از شهر در آن جمع شده بودند به سرزمین‌های خود بازگشتند، در این زمان صلاح بن صلاح حکمران شهر، تصمیم مرگباری را گرفت اینکه برای جلوگیری از درگیری‌های آتی در میان نیروهای نظامی دواطلب درشهر، آنان را نیز از خدمت مرخص نماید و لذا برای دفاغ از شهر تنها نیروهای حاضر پادگان نظامی شهر باقی ماندند.

### حد فاصل دو حمله به شهر
از آلخسیراس، به شاهزاده هنری دستور داده شد که تمام کَرک‌های پراکنده شده را در بوسیله گالِی‌ها یدک کشیده و بازگرداند. طاعون در میان ناوگان شیوع یافت و نیروهای پرتغالی را تارو مار کرد.سپس ناوگان در پونتا کارنرو، اسپانیا لنگر انداخته و پادشاه پرتغال شورای جنگ را با فرماندهی خود، برگزار نمود، اما وی نظر کسانی را که لغو حمله را پیشنهاد کردند، رد نمود.در شب ۲۰ اوت، ناوگان پرتغال مجدداً به راه افتاده و در بندر سبته (سئوتا) و با برنامه‌ریزی برای هجوم به ساحل در روز بعد لنگر انداخت.
صلاح بن صلاح دستور داد تا تمامی سربازان در دسترس بر روی دیوارها به نگهبانی بپردازند، مشعل‌ها و شمع‌های بیشتری روشن شود تا در مهاجمان این حس را القا نماید که تعداد زیادی از مدافعین آماده و تجهیز شده برای دفاع آماده هستند، اگرچه این ایده درخشان وی نزد پرتغالی‌ها بی اثر بود.

### تهاجم به سبته (سئوتا)

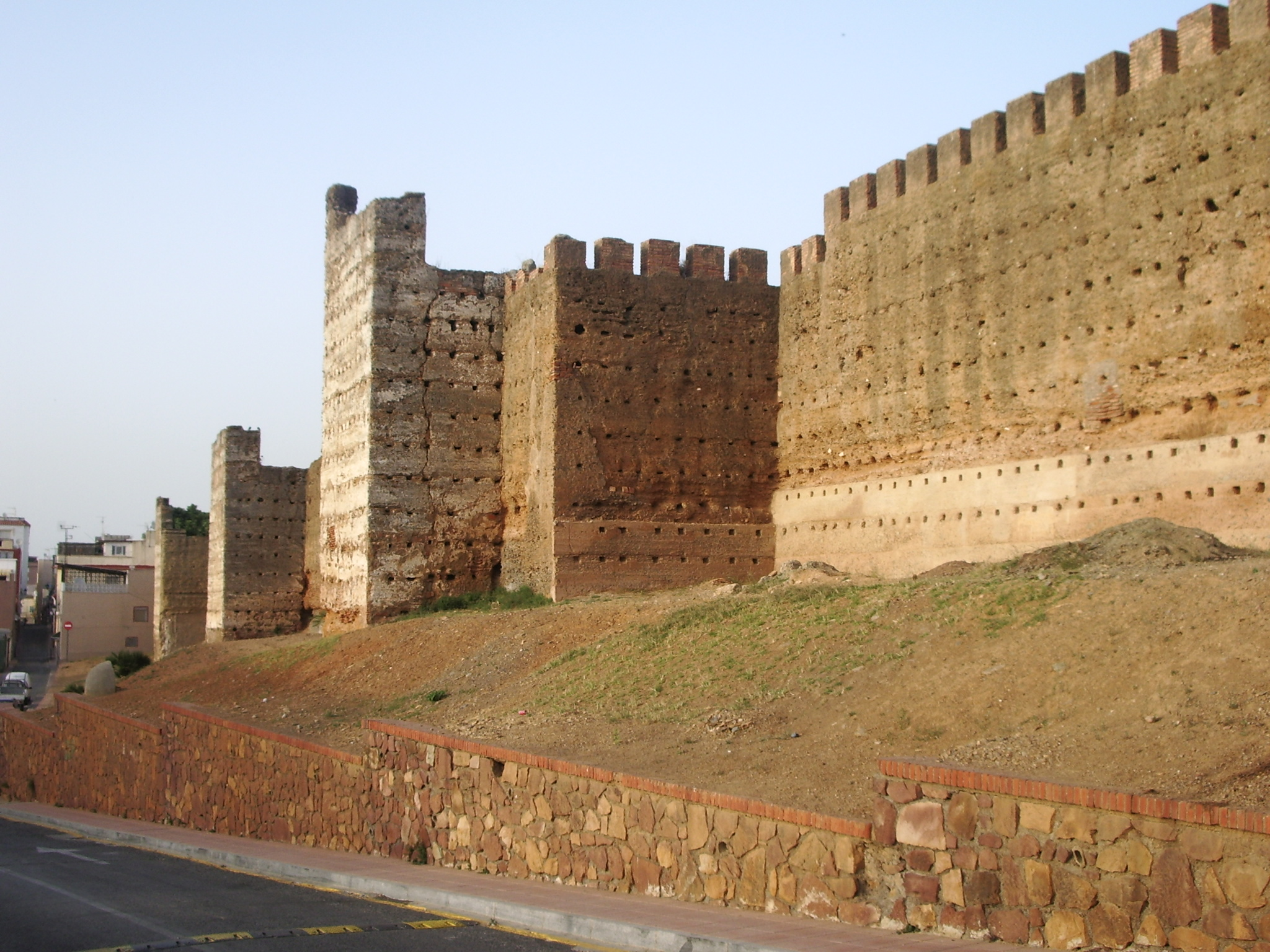
باقی مانده دیوارهای مرینیان در سبته (سئوتا).

در صبح روز ۲۱ اوت ۱۴۱۵، ژواو یکم پادشاه پرتغال فرمان هجوم نیروها به ساحل و حمله عمومی به شهر را صادرنمود. هنگامی که پادشاه برای رفتن به ساحل به قایقی سوار شد، از ناحیه پا مجروح گردید.به شاهزاده هنری دستور داده شد تا به جای پادشاه نیروها را به ساحل هدایت نماید.
اولین فردی که به ساحل پا گذاشت، روی گونسالوس بود که پس از ورود به ساحل در پلایا سان آمورو با مقاومت روبرو شد. شاهزاده هنری اولین شاهزاده ای بود که در راس یک گروهان قدم به ساحل گذاشت. برادر وی شاهزاده بلافصل  دوارته (ادوارد) در پی او با ۳۰۰ سرباز وارد کارزار شد، دو شاهزاده موفق شدند تا مدافعان مسلمانان را به دروازه آلمدینا عقب بنشانند، دروازه ای که توسط پرتغالی‌ها قبل از بسته شدن، شکسته شد.
در کوچه و خیابان‌های تودرتوی شهری و درست در پشت دروازه شهر، یک مرد
 نوبیایی یا سودانی غول پیکر موضع گرفته بود و با پرتاب سنگ‌های‌های بزرگ به سمت مهاجمین باعث روحیه دادن به مدافعین مراکشی شد و ایشان موفق به شکل دهی مقاومتی در برابر مهاجمین شدند. با این حال، پس از کشته شدن وی توسط واسکو مارتینز د آلبرگاریا، مدافعین مسلمانان عقب‌نشینی نموده و گریختند و شاهزادگان پدرو، هنری و پاسبان پرتفال در راس نیروهای پرتغالی به تعقیب ایشان تا اعماق شهر پرداختند.
هنگامی که پرتغالی‌ها به شهر سرازیر شدند، صلاح بن صلاح از دژ با دیوارهای بلند فرود آمده تا پیشروی مهاجمان را در کوچه و خیابان‌های تنگ و باریک بررسی کرده تا بتواند در حدی مقاومتی را ترتیب دهد که ساکنان حداقل بتوانند به موقع با خانواده و وسایل خود فرار کنند. بی‌توجه به دروازه شهر که توسط شاهزاده هنری شکسته شده و نیروهای پرتغالی از طریق آن به شهر نفوذ کرده بودند، واسکو فرناندز د آتاید، در راس یک گروهان از سربازان سعی کردند تا دروازه دیگری را باز کندند، اما حمله آنها دفع شده و آتاید به شدت مجروح شد.

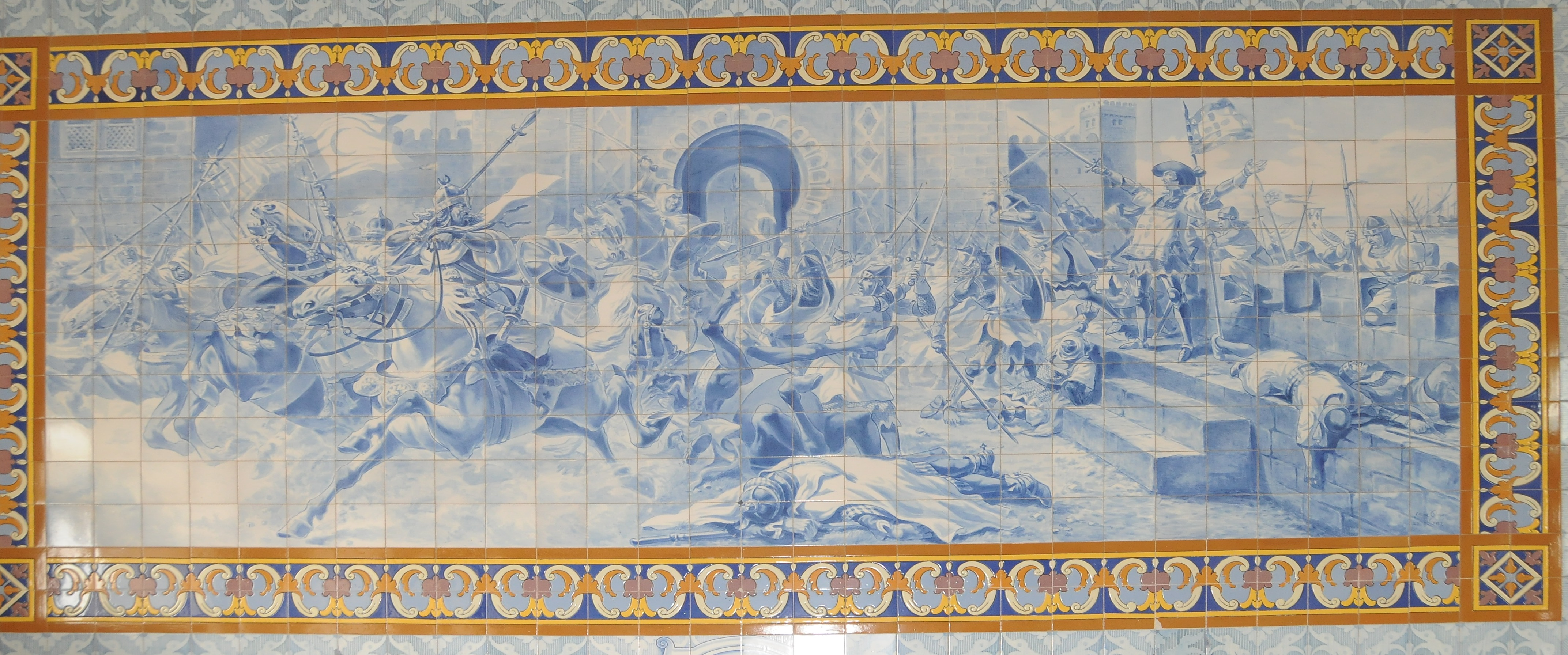
تابلویی پرتغالی از کاشی‌های مُنَقش که شاهزاده هنری دریانورد را در سئوتا به تصویر می‌کشد، اثر خورخه کولاسو، که در مرکز فرهنگی رودریگ د فاریا، فورجاس،
اسپوسنده، پرتغال به نمایش گذاشته شده است.

شاهزاده هنری گروهی از سربازان را در دروازه مستقر نمود تا از آن حفاظت نموده و در عین حال منتظر مابقی ارتش باشند، که مدت کوتاهی بعد تحت آن به فرمان پادشاه، شاهزاده پدرو (پیتر) و پاسبان پرتغال نونو آلوارس پریرا وارد شهر شد. با این حال، پادشاه ژواو در جنگ شرکت نکرده و در کنار دروازه باقی ماند. در طول نبردهای شهری، شایعه ای در میان سربازان پرتغالی منتشر شد که شاهزاده هنری جان خود را از دست داده است، زیرا نمی‌توانند موقعیت وی را پیدا نمایند. پادشاه پرتغال به محض اطلاع از شایعه مرگ پسرش، پاسخ داد که "این همان عاقبتی است که سربازان باید انتظار داشته باشند".
صلاح بن صلاح دژ سبته (سئوتا) را تا غروب آفتاب حفظ نمود، اما چون راهی برای مقاومت در برابر پرتغالی‌ها نمی‌دید، با تعدادی از مردانش و خانواده‌های آنها از شهر گریخته، و هر آنچه را که می‌توانستند باخود از شهر خارج کنند با خود بردند. در صبح روز ۲۱ اوت، پرتغالی‌ها متوجه شدند که ارگ شهر خالی از نیروهای دفاعی است. سبته (سئوتا) کاملاً در اختیار پرتغالی‌ها بود و جنگ متوقف شد. بسیاری از ساکنان از شهر گریختند، اگرچه تعداد قابل توجهی از آنها در این عملیات کشته شدند، و چند زن، کودک و سالخورده که قادر به فرار یا گرفتن سلاح نبودند هنوز در خانه‌هایشان یافت می‌شدند.
آلوارو واز دی آلمادا، کنت اول آورانشز، برای اولین بار به دستور پادشاه پرچم لیسبون (یا سنت ویسنت) را بر فراز دژ سئوتا به اهتزاز درآورد. این نماد هنوز به عنوان پرچم سئوتا پابرجاست، اما نشان پادشاهی پرتغال به مرکز آن افزوده شد.

پرچم سبته (سئوتا) بر اساس پرچم لیسبون.

پسر پادشاه  ژواو یکم (جان)، شاهزاده هنری دریانورد، خود را در طی این نبرد برجسته ساخته و در جریان این فتح مجروح شد.

## کتابشناسی
- Latham, John Derek (1973). "The later 'Azafids". Revue de l'Occident musulman et de la Méditerranée. 15 (1): 109–125. ISSN 2105-2271.
- López de Coca Castañer, José Enrique (1998). "Granada y la expansión portuguesa en el Magreb extremo". Historia. Instituciones. Documentos. Seville: Universidad de Sevilla (25): 351–368. doi:10.12795/hid.1998.i25.018. ISSN 0210-7716. S2CID 252936676.
- Manzano Rodríguez, Miguel Ángel (1992). La intervención de los Benimerines en la Península Ibérica. Madrid: Consejo Superior de Investigaciones Científicas. ISBN 84-00-07220-0.
- Malyn Newitt. A History of Portuguese Overseas Expansion 1400–1668 (2004) شابک ‎۹۷۸−۱۱۳۴۵۵۳۰۴۴
- Kenneth Warren Chase. Firearms: a global history to 1700 (2003) شابک ‎۹۷۸−۰−۵۲۱−۸۲۲۷۴−۹
- Gallagher, Aileen (2003). Prince Henry the Navigator: Pioneer of Modern Exploration. Rosen Publishing. ISBN 978-0-8239-3621-2.
- Jeff Kinard. Artillery: an illustrated history of its impact (2007) شابک ‎۹۷۸−۱−۸۵۱۰۹−۵۵۶−۸
- Peter O. Koch, To the ends of the earth: the age of the European explorers (2003) شابک ‎۹۷۸−۰−۷۸۶۴−۱۵۶۵−۶